# Vivo Y21
Vivo Y21 — лінія смартфонів, розроблених компанією Vivo, що відносяться до серії «Y» і є наступницею лінії Vivo Y20. Vivo Y21 був представлений 20 серпня 2021 року, Y21s — 21 вересня 2021 року, Y21T — 3 січня 2022 року, Y21e ― 14 січня 2022 року, а Y21A ― 22 січня 2022 року.
Індійська версія Vivo Y21T відрізняється від глобальної більшою роздільною здатністю та частотою оновлення дисплея.
Також 24 серпня 2021 року був представлений Vivo Y33s, що є подібною моделлю до Vivo Y21T але з фронтальною камерою як у Vivo Y33s.
18 грудня 2021 року в Китаї був представлений Vivo Y32, що є подібним до Vivo Y21T, але має основну камеру як у Y21. Є першим смартфоном із процесором Snapdragon 680.
11 січня 2022 року був представлений Vivo Y33T, що є подібною моделлю до Vivo Y21T але з фронтальною камерою як у Vivo Y33s.
В Україні офіційно продаються тільки Vivo Y21 та Y33s.

## Дизайн
Екран виконаний зі скла, а задня панель та рамка — з пластику.
За дизайном крім кольорів смартфони відрізняються написом «50MP 24-26 mm» на моделях з камерою на 50 Мп та на смартфонах з подвійною камерою напис «MULTI CAMERA» та напис «AI» замість сенсора глибини.
Знизу знаходяться роз'єм USB-C, динамік, мікрофон та 3.5 мм аудіороз'єм. Зверху розташований слот під 2 SIM-картки і карту пам'яті формату microSD до 256 ГБ. З правого боку розміщені кнопки регулювання гучності та кнопка блокування смартфона, в яку вбудований сканер відбитків пальців.
Vivo Y21 та Y21e продаються в кольорах Синій металік та Діамантаве сяйво (білий з візерунком під діамант).
Vivo Y21A та Y21e продаються в кольорах Синя північ та Діамантаве сяйво.
Vivo Y21T та Y32 продаються в кольорах Синя північ та Біла перла.
Vivo Y33s та Y33T продаються в кольорах Чорне дзеркало та Солодка мрія (блакитно-рожевий).

## Технічні характеристики

### Платформа
Vivo Y21 та Y21A отримали процесор MediaTek Helio P35 та Helio P22 відповідно та графічним процесором PowerVR GE8320.
Vivo Y21e, Y21T, Y32 та Y33T отримали процесор Qualcomm Snapdragon 680 та графічний процесор Adreno 610.
Vivo Y21s та Y32s отримали процесор MediaTek Helio G80 та графічний процесор Mali-G52 MC2.

### Батарея
Батарея отримала об'єм 5000 мА·год, підтримку швидкої зарядки на 18 Вт та зворотної дротової зарядки на 5 Вт.

### Камери
Vivo Y21, Y21A, Y21e та Y32 отримали основну подвійну камеру 13 Мп, f/2.2 (ширококутний) з фазовим автофокусом + 2 Мп, f/2.4 (макро).
Vivo Y21s, Y21T, Y33s та Y33T отримали основну потрійну камеру 50 Мп, f/1.8 (ширококутний) з фазовим автофокусом + 2 Мп, f/2.4 (макро) + 2 Мп, f/2.4 (сенсор глибини).
Також всі моделі отримали ширококутну фронтальну камеру на 8 Мп з діафрагмою f/2.0 у Vivo Y21 та Y21s, на 8 Мп з діафрагмою f/1.8 у Vivo Y21A, Y21e, Y21T та Y32 і на 16 Мп з діафрагмою f/2.0 у Vivo Y33s та Y33T.
Основна та фронтальна камера всіх моделей вміє записувати відео в роздільній здатності 1080p@30fps.

### Екран
У всіх моделей екран типу IPS LCD зі співвідношенням сторін 20:9 та краплеподібним вирізом під фронтальну камеру.
Екран Vivo Y21, Y21e, Y21s, глобального Y21T та Y32 має діагональ 6,51", роздільну здатність HD+ (1600 × 720) та щільність пікселів 270 ppi.
Екран індійської версії Vivo Y21T, Y33s та Y33T має діагональ 6,58", роздільну здатність FullHD+ (2408 × 1080) та щільність пікселів 401 ppi. Також індійський Vivo Y21T має частоту оновлення дисплея 90 Гц.

### Пам'ять
Vivo Y21 продавався в комплектаціях 4/64 та 4/128 ГБ. В Україні була доступна тільки версія 4/64 ГБ.
Vivo Y21A продавався в комплектації 4/64 ГБ.
Vivo Y21e продавався в комплектації 3/64 ГБ.
Vivo Y21s та Y21T продавалися в комплектаціях 4/128 ГБ та 6/128 ГБ. В Індії Vivo Y21T продавався тільки в комплектації 4/128 ГБ.
Vivo Y32 продавався в комплектаціях 4/64, 4/128, 6/128 та 8/128 ГБ.
Vivo Y33s продавався в комплектаціях 4/64, 4/128 та 8/128 ГБ. В Україні була доступна тільки версія 4/128 ГБ.
Vivo Y33T продавався в комплектаціях 6/128 та 8/128  ГБ.

### Програмне забезпечення
Vivo Y21, Y21A, Y21s та Y33s були випущені на FuntouchOS 11.1, Y21e, Y21T та Y33T — на FuntouchOS 12, а Y32 — на OriginOS 1.0. Всі працюють на базі Android 11.